# Pierre Kangudia
Pierre Kangudia Mbayi est une personnalité politique congolaise (RDC). Il est ministre d'État, ministre du Budget dans le gouvernement Tshibala du 9 mai 2017 au 6 septembre 2019 et fondateur du parti politique front congolais pour la démocratie (FCD).

## Biographie

### Carrière politique
Directeur de cabinet de Vital Kamerhe à la présidence de l'assemblée nationale entre 2006 et 2009 et cadre du parti politique UNC. Cette posture de cadre du parti l'amène à entrer dans le gouvernement Tshibala en tant que ministre d'État chargé du Budget,. Il rompt avec son parti lorsque le président du parti demande aux membres de se retirer du gouvernement avant le remaniement dans un communiqué du 23 octobre 2017. Il refuse de démissionner de son poste à la suite de la décision du parti, considérant celle-ci d'une décision idiote, refusant de servir les intérêts égoïstes, mais s'en remettant au président de la République.
Le 28 avril 2018, Pierre Kangudia lance officiellement son parti politique le Font Congolais pour la Démocratie (FCD) qui se réclame de l'opposition, accompagné de Me Pierre Tshekoya, un autre transfuge de l'UNC,.